# Чоеті
Чоеті (груз. ჭოეთი) — село в Грузії.
За даними перепису населення 2014 року в селі проживає 124 осіб.